# Шангин-Березовский, Ген Никифорович
Ген Ники́форович Шанги́н-Березо́вский (14 мая 1930, Москва — 15 апреля 1992, там же) — советский биолог, доктор биологических наук (1983), педагог, литератор, композитор, бард, один из основоположников песенной культуры биофака МГУ. Внук известного российского прозаика Феоктиста Алексеевича Березовского. Отец Никиты Шангина.

## Биография
Ген Шангин родился 14 мая 1930 года в Москве. Будучи потомственным генетиком, окончил биофак Московского государственного университета им. М. В. Ломоносова (1953). В 1964 году защитил кандидатскую диссертацию «Отдаленная гибридизация у земляники»; доктор биологических наук (1983, диссертация «Биологически активные соединения в экспериментальном мутагенезе»). Преподавал в Московской ветеринарной академии. Участвовал в научных экспедициях в Приморье, Заполярье, на Кавказ и Памир, плавал на научно-исследовательских судах по Тихому и Атлантическому океанам.
Ещё во время учёбы, в конце 1940-х, Ген Никифорович одним из первых в МГУ начал сочинять студенческие и туристские песни. Первую песню, в которой сочеталось авторство стихов и музыки («Песня о верном друге»), Шангин написал в 1949 году. Сам автор своей первой песней считал песню «Когда тебе взгрустнётся» (1950). Известны также его песни на стихи товарищей по биофаку — Ляли Розановой и Дмитрия Сухарева. Кроме того, перу Шангина-Березовского принадлежит множество стихов, пьес и рассказов, а также один роман.
Ген Шангин-Березовский скончался 15 апреля 1992 года в Москве, не дожив всего месяц до своего 62-летия. Похоронен на Введенском кладбище (10 уч.).

## Песни
- Как гадали, как считали у ромашки мы лепестки… («Если любить так»)
- Когда опять придет весна и незаметно снег растает… («А молодость»)
- Когда тебе взгрустнётся…
- Мокрая трава, тропинка над тихим плёсом… (стихи Л. Розановой)
- На улицах Москвы вечерняя толпа… («Листопад»; стихи Д. Сухарева)
- Немые версты лежат за спиной… («Ау!»)
- Прощайте! Зовет дорога налево в горы… («Парус»)
- С дерева слетает жёлтый лист календаря…
- Трава умыта ливнем, и дышится легко… («В Звенигород идём»; стихи Д. Сухарева)
- Ты стоишь у окна, небосвод высок и светел… («Царевна Несмеяна»)
- Уже заря полнеба отцвела… («Песня Светланы»)
- Через дни и ночи время держит путь…
- Я много изъездил дорог… («Голубая звезда»; стихи Ю. Визбора)